# Obaland Magazine
Obaland Magazine es una revista de Nigeria fundada en 2009. Su contenido reúne noticias de entretenimiento, negocios, deportes, cultura, moda, arte, estilo de vida y celebridades. Es publicada en idioma inglés.

## Trayectoria
Desde 2009 su director ejecutivo es Lucky Omosigho. En 2011, la revista escribió un artículo de periodismo de investigación sobre traficantes de personas internacionales de Nigeria y Ghana, que condujo al arresto de 300 nigerianos y ghanianos en colaboración con la interpol italiana. Ese mismo año Lucky Omosigho, editor en jefe de la revista Obaland, fue honrado como Caballero de la prensa por Jerry Rawlings, expresidente de Ghana, después de su exitosa intervención en el artículo de investigación.
Desde 2019, la cuenta bancaria de la empresa fue congelada por el tribunal supremo italiano por un caso relacionado de evasión de impuestos y fraude por 450 000 euros, la empresa comenzó a tener menos trabajadores debido al conflicto financiero.[cita requerida]
En octubre de 2020, el director en jefe anuncia que la revista será publicada en Italia, la revista ha dado cobertura de celebridades a los lectores nigerianos en la diáspora.
En 2021 una solicitante a trabajo acusó públicamente al grupo de la revista por acoso sexual durante una entrevista laboral, pues se le había pedido relaciones sexuales a cambio del empleo, el director ejecutivo Lucky Omosigho anunció que compensará a la joven con una suma de dinero, que despedirán a los perpetradores para enero de 2021 y que con este hecho se pierden más empleados, lamentable para él dado el problema de escasez de personal en la revista.